# Lissonota fugata
Lissonota fugata là một loài tò vò trong họ Ichneumonidae.